# The Apprentice (computerspel)
The Apprentice is een videospel voor de cd-i van Philips. Het spel werd uitgebracht in 1994.

## Ontvangst
| Beoordeeld door                      | Datum           | Score |
| ------------------------------------ | --------------- | ----- |
| Defunct Games                        | 26 oktober 2006 | 85%   |
| Joystick (Frans)                     | januari 1995    | 81%   |
| Video Games & Computer Entertainment | april 1995      | 60%   |
| The Video Game Critic                | 2 juli 2002     | 50%   |